# Ferenc Erkel

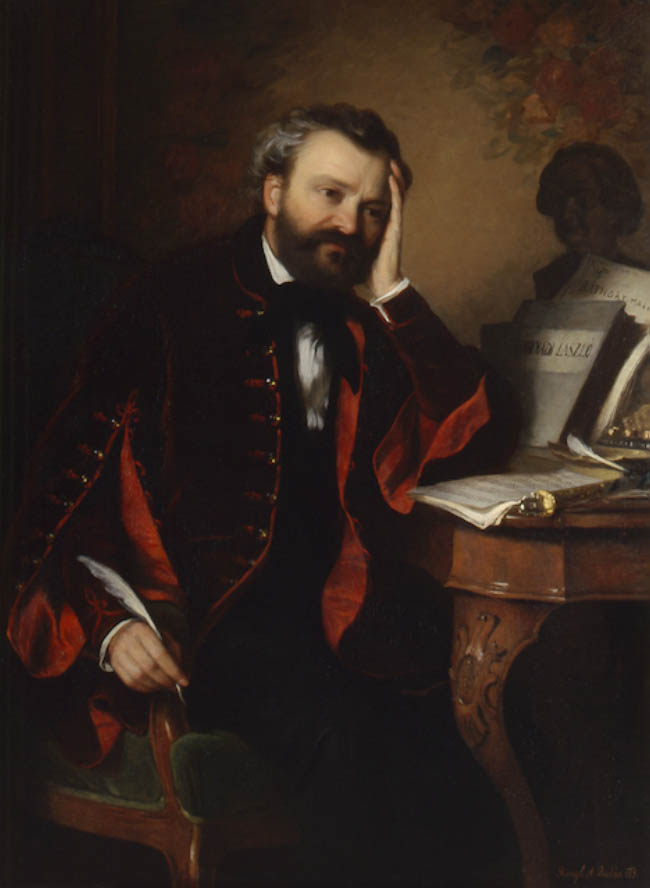
Ferenc Erkel

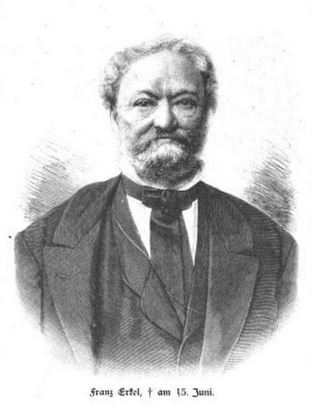
Ferenc Erkel

Ferenc Erkel [ˈfɛrɛnʦ ˈɛrkɛl], auch Franz Erkel (* 7. November 1810 in Gyula, Kaisertum Österreich; † 15. Juni 1893 in Budapest, Österreich-Ungarn), war ein ungarischer Komponist. Er ist der Begründer der ungarischen Nationaloper. Die zweite Spielstätte der Ungarischen Staatsoper in Budapest trägt den Namen Erkel Színház (Erkel-Theater).

## Leben

### Musikalischer Werdegang
Erkel stammte aus einer donauschwäbischen Familie. Sein Vater war der Kantorlehrer Joseph Erkel aus Gyula (Deutsch-Jula). Ferenc Erkel war das zweite von zehn Kindern, er wurde zunächst in Klavierspiel und Musiktheorie von seinem Vater unterrichtet. Von 1822 bis 1825 besuchte er das Gymnasium des Benediktiner-Ordens in Pressburg, sein Musiklehrer dort war Heinrich Klein, ein Vertrauter Ludwig van Beethovens. Ab 1828 arbeitete er als Klavierlehrer bei der Familie Graf Csáky in Kolozsvár, 1834/35 bei der Gräfin Stainlein-Saalenstein in Felsőszemeréd. Ab 1835 wirkte er als Kapellmeister in Buda und in Pest. Er war von 1838 an als Dirigent am Pester ungarischen Theater tätig und gründete dort auch 1853 die Philharmonische Gesellschaft.
Er trat in Pest als Klaviervirtuose auf und brachte 1835 Chopins e-moll Konzert zur ungarischen Erstaufführung. Sein 1837 mit Henri Vieuxtemps gespieltes Duo brillant wurde seine erste gedruckte Komposition.
1839 heiratete er die Pianistin Adelheid Adler, Schwester von Vincent Adler, sie hatten zehn Kinder.
Auf ihn gehen insgesamt neun Opern zurück, die den Rossini-Stil mit der ungarischen Volkstanz-Musik vermengen.
Von diesen werden heute nur noch der Hunyadi László und vor allem der Bánk bán aufgeführt. Den dauerhaftesten Erfolg erzielte Erkel aber mit der Melodie der ungarischen Nationalhymne (Himnusz).
Erkel erhielt 1867 das Ritterkreuz des Franz-Joseph-Ordens und 1888 den Orden der Eisernen Krone.

### Schachspiel
Erkel war seit den 1840er Jahren neben József Szén (und nach dessen Tod 1857 einige Jahre allein) der stärkste Schachspieler Ungarns. Er war Mitglied des ersten ungarischen Schachvereins, des Pester Schachklubs, der im Jahr 1864 offiziell neu gegründet wurde. Erkel blieb bis zu seinem Tod 28 Jahre lang Vorsitzender des Vereins.
Wegen seiner Musikkarriere musste er zweimal die Einladung zu bedeutenden internationalen Schachturnieren ablehnen (das Pariser Turnier 1867 während der Weltausstellung und eines in Baden-Baden 1870). Kornél Ábrányi fragte Erkel einmal, warum er soviel Zeit mit dem Verschieben von Figuren verliere. Erkel antwortete: „Ha sakkozom, legalább nem kell zenéről, a nem is mindig szellemes zenészekkel társalogni.“ (Wenn ich Schach spiele, dann muss ich mich nicht über Musik mit oft wenig geistreichen Musikern unterhalten.) Seine Pantomime Sákkjáték (deutsch: Schachspiel) wurde 1853 uraufgeführt.

## Werke

### Opern
- Bátori Mária, (komponiert und uraufgeführt 1840)
- Hunyadi László, (komponiert 1841–1843, uraufgeführt 1844)
- Erzsébet (komponiert 1857 zusammen mit Franz Doppler und Karl Doppler, Uraufführung 1857)
- Bánk bán (komponiert 1851–1860, uraufgeführt 1861)
- Sarolta (komponiert 1861–1862, uraufgeführt 1862)
- Dózsa György (komponiert 1864–1866, uraufgeführt 1867)
- Brankovics György (komponiert 1868–1872, uraufgeführt 1874)
- Névtelen Hősök (Die namenlosen Helden; komponiert 1875–1879, uraufgeführt 1880)
- István király (König Stephan; komponiert 1874–1884, uraufgeführt 1885)

### Werke für Blasorchester
- Festmusik
- Hunyadi-induló
- Himnusz (Ungarische Nationalhymne)
- Palotás